# Appointment with Danger
Appointment with Danger é um filme policial noir estadunidense de 1951, dirigido por Lewis Allen para a Paramount Pictures. Estrelado por Alan Ladd, no elenco aparecem ainda Jack Webb e Harry Morgan que anos depois voltariam a trabalhar juntos na série de TV Dragnet.  

## Elenco
- Alan Ladd...Al Goddard
- Phyllis Calvert...Irmã Augustine
- Paul Stewart...Earl Boettiger
- Jan Sterling...Dodie
- Jack Webb...Joe Regas
- Stacy Harris...Paul Ferrar
- Harry Morgan...George Soderquist
- David Wolfe...David Goodman
- Dan Riss...Maury Ahearn
- Geraldine Wall...Madre Ambrose
- George J. Lewis...Leo Cronin
- Paul Lees...Gene Gunner

## Enredo
O filme começa com uma narração apresentando o Serviço Postal dos Estados Unidos. Logo a seguir, acontece o assassinato de um agente da polícia dos correios num quarto de hotel em Indiana, por dois homens. Ao deixarem o local carregando o cadáver, os assassinos são vistos pela freira Irmã Agustine que imediatamente suspeita deles e avisa um policial motociclista.
Esse policial, contudo, é chamado no mesmo momento para outra ocorrência e não vai averiguar os dois homens que fogem, largando o cadáver num beco de uma cidade próxima. Al Goddard, outro agente policial dos correios, é chamado para investigar o crime. Ele logo percebe que o local que o corpo fora encontrado não era onde ocorrera o assassinato.
Ao saber da freira, Goddard passa a tentar localizá-la até encontrar o convento onde a mulher dava aulas para crianças. A Irmã Augustine identifica um dos homens que avistara,George Soderquist, mas antes que os policiais pudessem interrogá-lo ele desaparece. Goddard então busca saber o que o falecido agente investigava e chega ao motorista de caminhão dos correios Paul Ferrar.
Goddard suspeita que os bandidos planejam um assalto ao transporte de malotes de dinheiro e resolve entrar em contato com os bandidos, passando-se por um agente corrupto, tentando prender os bandidos em flagrante ao executarem o crime.

## Recepção
Bosley Crowther, crítico de cinema do The New York Times gostou do filme, especialmente o roteiro que favorece Alan Ladd. Ele escreveu (traduções livres/aproximadas): "É óbvio que tudo o que é familiar para nosso herói tem como mais emocionante o esforço muscular de um balconista dos correios contado selos de cartas. Mas ele é afortunado na medida que lhe deram um veículo, basicamente um conto de polícia e ladrão, bem escrito por Richard Breen e Warren Duff, que também injetaram humor num diálogo moderno. E também por contar com o apoio de equipe que segura essas tramas e personagens como a um recém-nascido. Como resultado, Appointment With Danger faz jus ao título, com Ladd investigando o assassinato de outro agente postal em Gary, Ind. e encontrando uma freira que viu os criminosos" .